# Вильстерманн, Хорхе
Хо́рхе Ви́льстерманн (исп. Jorge Roberto Wilstermann Camacho, 23 апреля 1910, Пуната, департамент Кочабамба — 17 января 1936, Сипе-Сипе, департамент Кочабамба, Боливия) — пионер авиации Боливии, первый гражданский лётчик страны.

## Биография
Хорхе Вильстерманн родился в городе Пуната в 1910 году. Его отец, Карл Вильгельм Вильстерманн Юнге, был немцем из городка Хайде в Шлезвиг-Гольштейне, который приехал в Боливию по работе инженером в 1899 году. Мать — боливийка Дельфина Камачо. В 1925 году выходцы из Германии организовали в Боливии первую национальную авиакомпанию Lloyd Aéreo Boliviano, штаб-квартира которой располагалась в Кочабамбе. Это побудило Хорхе пойти учиться в школу механиков и пилотов коммерческих линий, открытую при компании, и в 1930 году он получил диплом механика. Он продолжил обучение, и в конце 1933 года получил диплом лётчика, имея в активе 250 часов налёта на одномоторных и трёхмоторных «Юнкерсах».
Во время Чакской войны (1932—1935) был военным лётчиком, неоднократно участвовал в боевых вылетах. В мирное время стал первым пилотом гражданской авиации Боливии. Вильстерманн погиб 17 января 1936 года в авиакатастрофе, выполняя рейс Кочабамба—Оруро. Вместе с ним погибли три члена экипажа и 10 пассажиров «Юнкерса». Хорхе был женат, у него остался малолетний сын.
После гибели пилота его именем был назван международный аэропорт в Кочабамбе. В 1949 году группой пилотов Lloyd Aéreo Boliviano был организован футбольный клуб, который первоначально назывался LAB — по аббревиатуре компании, но через три года по просьбе друга Вильстерманна, президента авиакомпании и сооснователя клуба Вальтера Лемма название изменилось на «Хорхе Вильстерманн». Впоследствии эта команда стала одной из трёх самых популярных и титулованных в Боливии.